# Associazione Sportiva Dilettantistica Riviera di Romagna 2013-2014
Questa voce raccoglie le informazioni riguardanti l'Associazione Sportiva Dilettantistica Riviera di Romagna nelle competizioni ufficiali della stagione 2013-2014.

## Divise e sponsor
La divisa casalinga continua a mantenere lo schema originario, che prevede maglia gialla con inserti blu, con richiami al rosso del Dinamo Ravenna, e pantaloncini rossi o blu abbinati a calzettoni rossi o blu, mentre la seconda tenuta è con maglia bianca con inserti rossi sui fianchi e sulle spalline, pantaloncini rossi e calzettoni bianchi o rossi. Lo sponsor principale è  C.M.C, azienda attiva nel settore edile con indirizzo ai trasporti e idroelettrico con sede a Ravenna.
| Casa | Seconda tenuta | Trasferta |

## Staff tecnico
- Allenatore: Giuseppe Lorenzo

## Rosa
| N. |                       | Ruolo | Calciatrice                 |
| -- | --------------------- | ----- | --------------------------- |
|    | Italia (bandiera)     | P     | Sabrina Tasselli            |
|    | Italia (bandiera)     | P     | Silvia Vicenzi              |
|    | Italia (bandiera)     | D     | Anita Carrozzi              |
|    | Italia (bandiera)     | D     | Roberta Casile              |
|    | Italia (bandiera)     | D     | Elena Del Gaudio            |
|    | Portogallo (bandiera) | D     | Raquel Infante              |
|    | Italia (bandiera)     | D     | Valeria Magrini             |
|    | Italia (bandiera)     | D     | Gioia Masia                 |
|    | Italia (bandiera)     | D     | Eleonora Petralia           |
|    | Italia (bandiera)     | D     | Cristina Ugolini (capitano) |
|    | Italia (bandiera)     | C     | Michela Franco              |

| N. |                       | Ruolo | Calciatrice         |
| -- | --------------------- | ----- | ------------------- |
|    | Italia (bandiera)     | C     | Marcella Gozzi      |
|    | Spagna (bandiera)     | C     | Irene Martin Garcia |
|    | Italia (bandiera)     | C     | Sara Pastore        |
|    | Italia (bandiera)     | C     | Martina Piemonte    |
|    | Romania (bandiera)    | C     | Monika Sinka        |
|    | Italia (bandiera)     | A     | Giulia Baldini      |
|    | Italia (bandiera)     | A     | Patrizia Caccamo    |
|    | Italia (bandiera)     | A     | Cristina Cassanelli |
|    | Italia (bandiera)     | A     | Carlotta Nagni      |
|    | Italia (bandiera)     | A     | Gaia Mastrovincenzo |
|    | Portogallo (bandiera) | A     | Carolina Mendes     |

## Calciomercato

### Sessione estiva
| Acquisti | Acquisti            | Acquisti           | Acquisti   |
| R.       | Nome                | da                 | Modalità   |
| -------- | ------------------- | ------------------ | ---------- |
| P        | Sabrina Tasselli    | Bardolino Verona   | svincolata |
| D        | Roberta Casile      | Firenze            | svincolata |
| D        | Raquel Infante      | Llanos de Olivenza | svincolata |
| D        | Gioia Masia         | Napoli             | svincolata |
| C        | Krista Cellucci     | Wilfrid Laurier    | svincolata |
| C        | Michela Franco      | Napoli             | svincolata |
| C        | Marcella Gozzi      | Brescia            | svincolata |
| C        | Irene Martin Garcia | Tottenham          | svincolata |
| C        | Monika Sinka        | Hohen Neuendorf    | svincolata |
| A        | Giulia Baldini      | Imolese            | svincolata |
| D        | Cristina Cassanelli | Lazio CF           | svincolata |
| A        | Carolina Mendes     | Llanos de Olivenza | svincolata |

| Cessioni | Cessioni             | Cessioni          | Cessioni   |
| R.       | Nome                 | a                 | Modalità   |
| -------- | -------------------- | ----------------- | ---------- |
| P        | Alice Pignagnoli     | Atletico Oristano | svincolata |
| D        | Linda Tucceri Cimini | Torres            | svincolata |
| C        | Lucia Casadio        | ?                 | svincolata |
| C        | Michela Greco        | Inter Milano      | svincolata |
| C        | Elisa Mainardi       | ?                 | svincolata |
| C        | Elena Ranzolin       | Vittorio Veneto   | svincolata |
| A        | Alice Cama           | Inter Milano      | svincolata |
| A        | Francesca Lanotte    | ?                 | svincolata |
| A        | Simona Sodini        | Inter Milano      | svincolata |

### Sessione invernale
|  |

|  |

## Risultati

### Serie A

#### Girone di andata
| Arbitro: | Armando Ongarato (Castelfranco Veneto) |

|               |           |  |
| Brambilla 28’ | Marcatori |  |

| Arbitro: | Mario Davide Arace (Lugo) |

|  |           |                                          |
|  | Marcatori | 79’ Rosucci 51’, 70’ Girelli 88’ Zizioli |

| Arbitro: | Marco Rossetti (Ancona) |

|                       |           |                           |
| Cassanelli 71’ (aut.) | Marcatori | 1’ Franco 7’, 61’ Caccamo |

| Arbitro: | Marco Stampatori (Macerata) |

|              |           |  |
| Petralia 25’ | Marcatori |  |

| Arbitro: | Niccolò Panozzo (Castelfranco Veneto) |

|                               |           |                   |
| Lotto 31’ Paroni 58’ Piai 66’ | Marcatori | 82’ Martin Garcia |

| Arbitro: | Giacomo Pompei Poentini (Pesaro) |

|                                           |           |                     |
| Baldini 19’ Gozzi 24’ Petralia 34’ (rig.) | Marcatori | 5’ Sardu 60’ Donghi |

| Roma 9 novembre 2013, ore 14:30 CET 7ª giornata | Res Roma                      | 0 – 0 referto | Riviera di Romagna | Centro sp. Raimondo Vianello\| Arbitro: \| Cesidio Casalvieri (Avezzano) \| |
| Arbitro:                                        | Cesidio Casalvieri (Avezzano) |               |                    |                                                                             |

| Arbitro: | Matteo Grassi (Arezzo) |

|            |           |                           |
| Mendes 55’ | Marcatori | 77’ Conti 79’, 92’ Panico |

| Arbitro: | Denis Didu (Jesi) |

|                          |           |  |
| Caccamo 19’ Petralia 60’ | Marcatori |  |

| Arbitro: | Michele Giordano (Novara) |

|                     |           |                                     |
| Cama 39’ Baresi 45’ | Marcatori | 20’ Caccamo 48’, 50’ Mastrovincenzo |

| Arbitro: | Luca Angelucci (Foligno) |

|  |           |              |
|  | Marcatori | 6’ Camporese |

| Arbitro: | Nicola Locatelli (Lovere) |

|  |           |             |
|  | Marcatori | 27’ Caccamo |

| Arbitro: | Matteo Paggiola (Legnago) |

|                                                                                 |           |  |
| Mastrovincenzo 4’ Mendes 16’, 58’, 76’ Petralia 56’ Martin Garcia 69’ Sinka 71’ | Marcatori |  |

| Arbitro: | Massimiliano Bonomo (Milano) |

|  |           |                                                 |
|  | Marcatori | 15’ Mendes 30’ Petralia 80’ Caccamo 90’ Baldini |

| Milano Marittima, Cervia 11 gennaio 2014, ore 14:30 CET 15ª giornata | Riviera di Romagna                 | 0 – 0 referto | Grifo Perugia | Stadio Germano Todoli\| Arbitro: \| Raffaele Covili Faggioli (Bologna) \| |
| Arbitro:                                                             | Raffaele Covili Faggioli (Bologna) |               |               |                                                                           |

#### Girone di ritorno
| Arbitro: | Giacomo Dall'Oco (Finale Emilia) |

|  |           |               |
|  | Marcatori | 37’ Cambiaghi |

| Arbitro: | Jacopo Fumagalli (Cremona) |

|                                   |           |  |
| Prost 4’ Girelli 24’ Sabatino 75’ | Marcatori |  |

| Arbitro: | Enrico Tugnoli (Ferrara) |

|                        |           |             |
| Franco 53’ Baldini 86’ | Marcatori | 21’ Orlandi |

| Arbitro: | Ludwig Raus (Brescia) |

|  |           |                                      |
|  | Marcatori | 16’ (rig.), 64’ Petralia 62’ Baldini |

| Arbitro: | Paolo Bitonti (Bologna) |

|                        |           |              |
| Mendes 55’ Caccamo 73’ | Marcatori | 4’ Cavallini |

| Arbitro: | Mattia Dal Pan (Belluno) |

|           |           |  |
| Sardu 58’ | Marcatori |  |

| Arbitro: | Matteo Grassi (Arezzo) |

|             |           |  |
| Ugolini 90’ | Marcatori |  |

| Arbitro: | Dario Di Matteo (Roma 2) |

|                                                            |           |           |
| Marchese 22’ Magrini 42’ (aut.) Panico 47’ Gísladóttir 66’ | Marcatori | 2’ Franco |

| Arbitro: | Federico Votta (Moliterno) |

|                          |           |                 |
| Diodato 89’ Esposito 93’ | Marcatori | 6’, 76’ Baldini |

| Arbitro: | Denis Didu (Jesi) |

|                                    |           |            |
| Mendes 6’ Infante 68’ Petralia 72’ | Marcatori | 29’ Baresi |

| Arbitro: | Michele Collavo (Treviso) |

|                               |           |  |
| Bonetti 43’ Parisi 75’ (rig.) | Marcatori |  |

| Arbitro: | Giacomo Pompei Poentini (Pesaro) |

|  |           |                          |
|  | Marcatori | 46’, 54’, 80’ Gabbiadini |

| Arbitro: | Alessio D'Amato (Siena) |

|  |           |                                          |
|  | Marcatori | 16’, 62’ Caccamo 28’, 35’ Mastrovincenzo |

| Arbitro: | Stefano Camilli (Foligno) |

|                     |           |  |
| Petralia 52’ (rig.) | Marcatori |  |

| Arbitro: | Federico Fontani (Siena) |

|  |           |                                                |
|  | Marcatori | 28’, 79’ Caccamo 75’ Baldini 76’ Martin Garcia |

### Coppa Italia

#### Primo turno
Triangolari - Girone 17
| Arbitro: | Roberto Zucchini (Bologna) |

|  |           |                    |
|  | Marcatori | 13’ (rig.) Caccamo |

| Arbitro: | Emanuele Spagnolo (Reggio nell'Emilia) |

|                                          |           |  |
| Baldini 30’, 44’ Pastore 64’ Caccamo 78’ | Marcatori |  |

#### Secondo turno
| Arbitro: | Andrea Casadei (Cesena) |

|                                         |           |                   |
| Baldini 9’, 32’ Pastore 70’ Ugolini 80’ | Marcatori | 36’ Monterubbiano |

#### Ottavi di finale
| Arbitro: | Marco Stampatori (Macerata) |

|                                             |                      |                                         |
| Gozzi Caccamo Petralia Masia Mastrovincenzo | Tiri di rigore 4 – 3 | Nocchi Ferrati Borghesi Adami Razzolini |

## Statistiche

### Statistiche di squadra
| Competizione | Punti | In casa | In casa | In casa | In casa | In casa | In casa | In trasferta | In trasferta | In trasferta | In trasferta | In trasferta | In trasferta | Totale | Totale | Totale | Totale | Totale | Totale | DR  |
| Competizione | Punti | G       | V       | N       | P       | Gf      | Gs      | G            | V            | N            | P            | Gf           | Gs           | G      | V      | N      | P      | Gf     | Gs     | DR  |
| ------------ | ----- | ------- | ------- | ------- | ------- | ------- | ------- | ------------ | ------------ | ------------ | ------------ | ------------ | ------------ | ------ | ------ | ------ | ------ | ------ | ------ | --- |
| Serie A      | 51    | 15      | 9       | 1       | 5       | 23      | 17      | 15           | 7            | 2            | 6            | 26           | 19           | 30     | 16     | 3      | 11     | 49     | 36     | +13 |
| Coppa Italia | -     | 2       | 2       | 0       | 0       | 8       | 1       | 2            | 1            | 1            | 0            | 1            | 0            | 4      | 3      | 1      | 0      | 9      | 1      | +8  |
| Totale       | -     | 15      | 11      | 1       | 5       | 31      | 18      | 15           | 8            | 3            | 6            | 27           | 19           | 34     | 19     | 4      | 11     | 58     | 37     | +21 |

### Andamento in campionato
| Giornata  | 1 | 2 | 3 | 4 | 5 | 6 | 7 | 8 | 9 | 10 | 11 | 12 | 13 | 14 | 15 | 16 | 17 | 18 | 19 | 20 | 21 | 22 | 23 | 24 | 25 | 26 | 27 | 28 | 29 | 30 |
| --------- | - | - | - | - | - | - | - | - | - | -- | -- | -- | -- | -- | -- | -- | -- | -- | -- | -- | -- | -- | -- | -- | -- | -- | -- | -- | -- | -- |
| Luogo     | T | C | T | C | T | C | T | C | C | T  | C  | T  | C  | T  | C  | C  | T  | C  | T  | C  | T  | C  | T  | T  | C  | T  | C  | T  | C  | T  |
| Risultato | P | P | V | V | P | V | N | P | V | V  | P  | V  | V  | V  | N  | P  | P  | V  | V  | V  | P  | V  | P  | N  | V  | P  | P  | V  | V  | V  |
| Posizione |   |   |   |   |   |   |   |   |   | 6  |    | 5  | 6  | 5  |    |    |    | 6  | 6  | 6  | 6  | 5  | 6  |    |    |    |    |    |    | 6  |

Legenda:

Luogo: C = Casa; T = Trasferta. Risultato: V = Vittoria; N = Pareggio; P = Sconfitta.

### Statistiche delle giocatrici
| Giocatore         | Serie A  | Serie A | Serie A     | Serie A    | Coppa Italia | Coppa Italia | Coppa Italia | Coppa Italia | Totale   | Totale | Totale      | Totale     |
| Giocatore         | Presenze | Reti    | Ammonizioni | Espulsioni | Presenze     | Reti         | Ammonizioni  | Espulsioni   | Presenze | Reti   | Ammonizioni | Espulsioni |
| ----------------- | -------- | ------- | ----------- | ---------- | ------------ | ------------ | ------------ | ------------ | -------- | ------ | ----------- | ---------- |
| G. Baldini        | 25       | 7       | 3           | 0          | 4            | 2            | 0            | 0            | 29       | 9      | 3           | 0          |
| P. Caccamo        | 29       | 11      | 3           | 1          | 4            | 2            | 1            | 0            | 33       | 13     | 4           | 1          |
| A. Carrozzi       | 12       | 0       | 0           | 1          | 3            | 0            | 0            | 0            | 15       | 0      | 0           | 1          |
| R. Casile         | 3        | 0       | 0           | 0          | 0            | 0            | 0            | 0            | 3        | 0      | 0           | 0          |
| C. Cassanelli     | 26       | 0       | 2           | 0          | 4            | 0            | 0            | 0            | 30       | 0      | 2           | 0          |
| K. Cellucci       | -        | -       | -           | -          | -            | -            | -            | -            | -        | -      | -           | -          |
| E. Del Gaudio     | 0        | 0       | 0           | 0          | -            | -            | -            | -            | 0        | 0      | 0           | 0          |
| M. Franco         | 25       | 3       | 2           | 0          | 3            | 0            | 0            | 0            | 28       | 3      | 2           | 0          |
| M. Gozzi          | 26       | 1       | 4           | 0          | 3            | 0            | 1            | 0            | 29       | 1      | 5           | 0          |
| R. Infante        | 15       | 1       | 3           | 0          | 1            | 0            | 0            | 0            | 16       | 1      | 3           | 0          |
| V. Magrini        | 24       | 0       | 3           | 0          | 3            | 0            | 0            | 0            | 27       | 0      | 3           | 0          |
| I. Martin Garcia  | 17       | 3       | 0           | 0          | 1            | 0            | 0            | 0            | 18       | 3      | 0           | 0          |
| G. Masia          | 24       | 0       | 4           | 0          | 4            | 0            | 0            | 0            | 28       | 0      | 4           | 0          |
| G. Mastrovincenzo | 16       | 5       | 0           | 0          | 3            | 0            | 0            | 0            | 19       | 5      | 0           | 0          |
| C. Mendes         | 21       | 7       | 0           | 0          | 0            | 0            | 0            | 0            | 21       | 7      | 0           | 0          |
| C. Nagni          | 2        | 0       | 0           | 0          | 2            | 0            | 0            | 0            | 4        | 0      | 0           | 0          |
| S. Pastore        | 27       | 0       | 1           | 0          | 4            | 2            | 0            | 0            | 31       | 2      | 1           | 0          |
| E. Petralia       | 27       | 9       | 4           | 0          | 2            | 0            | 0            | 0            | 29       | 9      | 4           | 0          |
| M. Piemonte       | 13       | 0       | 0           | 0          | 1            | 0            | 0            | 0            | 14       | 0      | 0           | 0          |
| M. Sinka          | 16       | 1       | 0           | 0          | 1            | 0            | 0            | 0            | 17       | 1      | 0           | 0          |
| S. Tasselli       | 19       | -22     | 0           | 0          | 1            | 0            | 0            | 0            | 20       | -22    | 0           | 0          |
| C. Ugolini        | 28       | 1       | 9           | 0          | 4            | 1            | 0            | 0            | 32       | 2      | 9           | 0          |
| S. Vicenzi        | 12       | -14     | 0           | 1          | 4            | -1           | 0            | 0            | 16       | -15    | 0           | 1          |